# 韋登 (密西西比州)
韋登（英語：Vaiden）是一個位於美國密西西比州卡洛爾縣的城鎮。根據2010年美國人口普查，該地共人口734人，而該地的面積約為5.60平方千米。同時該地也和卡羅頓同为卡洛爾縣的縣治。

## 地理
韋登的座標為33°19′54″N 89°44′49″W / 33.33167°N 89.74694°W，而該地的平均海拔高度為95米（即312英尺）。